# José Luis Garcés
Pour les articles homonymes, voir Garcés.
José Luis Garcés est un footballeur panaméen, né le 9 mai 1981 à Panama (ville).

## Biographie
En janvier 2016, il s’engage avec le San Francisco FC.